# Bohumir Šmeral
Bohumir Šmeral (ur. 25 października 1880 w Třebíču, zm. 8 maja 1941 w Moskwie) – czeski komunista, czechosłowacki i międzynarodowy działacz ruchu robotniczego.

## Życiorys
Był synem nauczyciela. W 1897 zapisał się do Czeskiej Partii Socjaldemokratycznej. W 1904 uzyskał doktorat z nauk prawnych. W latach 1906–1918 redagował organ centralny ČSSD, Právo lidu. W 1909 wybrano go do Centralnego Komitetu Wykonawczego partii. Od 1911 do 1917 był członkiem Prezydium Centralnego Komitetu Wykonawczego i przewodniczącym w latach 1914–1917. Od 1911 do 1918 był posłem socjaldemokratycznym do austriackiego Reichsratu. Był współorganizatorem październikowego strajku generalnego w 1918 na ziemiach czeskich. W 1919 został liderem grupy zwanej Lewicą Marksistowską (rewolucyjne skrzydło swojej partii). W 1920 odwiedził ZSRR i spotkał się z Leninem. Po powrocie do Pragi opublikował w 1920 książkę „Prawda o Rosji Sowieckiej”, w której starał się uwypuklić międzynarodowe znaczenie rewolucji październikowej. Radykalny socjalizm w jego rozumieniu nazywano „šmeralizmem”.
W maju 1921 był jednym z inicjatorów powstania Komunistycznej Partii Czechosłowacji. Od 1921 do 1929 działał w komitecie centralnym tej partii. W 1936 został ponownie wybrany do komitetu centralnego. Był z ramienia komunistów posłem do Zgromadzenia Narodowego Czechosłowacji w latach 1920–1929 i senatorem w Zgromadzeniu Narodowym w latach 1935–1938. Od 1922 do 1935 zasiadał też w Komitecie Wykonawczym Międzynarodówki Komunistycznej i był członkiem Prezydium Komitetu Wykonawczego. W 1935 został członkiem Międzynarodowej Komisji Kontroli Kominternu. W 1938 przeniósł się do Moskwy, gdzie pracował dla Kominternu.
Pochowano go w kolumbarium pomnika narodowego na Vítkově w Pradze, ale prochy komunistów usunięto stamtąd w latach 1989–1990 i przekazano rodzinom.
W 1980 upamiętniono go monetą stukoronową.